# Baryssinus melasmus
Baryssinus melasmus är en skalbaggsart som beskrevs av Monné och Martins 1976. Baryssinus melasmus ingår i släktet Baryssinus och familjen långhorningar. Inga underarter finns listade.